# Tizedik isonzói csata
A X. isonzói csatára 1917. május 12. és június 5. között került sor az olasz és a Monarchia és német expedíciós csapatok között. A X. isonzói csata az olasz front megnyitása óta a legnagyobb véráldozatot hozta, rengeteg sebesült, halott maradt a hadszíntéren, tömegesen szöktek meg a katonák a harc elől mindkét oldalon.

## Előzmények
Nagy-Britanniában 1917-ben miniszterelnök-váltás történt. Az új miniszterelnök, David Lloyd George meg volt győződve arról, hogy a nyugati fronton a háború megnyerhetetlen, a győzelem kikényszeríthetetlen. Ezért szorgalmazta új frontvonalak megnyitását a Központi hatalmak ellen, így támogatta, hogy antant erők érkezzenek az olasz frontra, az Isonzóhoz is. Az antant 1917-ben dűlőre szerette volna vinni a világháborút, és ezt egy döntő, nyári offenzív sorozattal érték volna el. A terv lényege az volt, hogy a Központi hatalmakat harapófogóba zárják, egyszerre induljon meg támadás a nyugati, a keleti, a mezopotámiai, a palesztin, a balkáni és az olasz fronton, ezáltal felőrölve a Központi hatalmak seregeit.
Az Osztrák–Magyar Monarchia szerette volna elérni, hogy Németország támogasson 1917 első felében egy közös támadást Olaszország ellen, ezáltal kikapcsolva az olasz frontszakaszt. A német hadvezetés a terveket nem látta kivitelezhetőnek és későbbre halasztotta. Az Osztrák–Magyar Monarchia elkezdte Olaszország 1917 végi megtámadásának terveinek kidolgozását.
Az antant erőknek sikerült megállapodniuk egy olasz támadás szükségességében, habár a terveket az angol hadvezetés ellenezte. Így jelentős számú hadianyagot szállítottak át a nyugati frontról az Isonzó térségébe, 16 új olasz hadosztályt állítottak csatasorba és további 6 hadosztály állt kiképzés alatt. Az olasz nehéztüzérség mintegy négyszeresére nőtt.

## A csata
Az 1917. május 12-én megindult olasz támadás óriási létszámfölényt mutatott: több mint kétszer több hadosztály indult meg olasz oldalról, mint amennyi a Monarchiának a térségben volt. Cadorna tábornok Görzből indította a támadást, északra és délre vonultak az olasz csapatok, ahol kisebb területeket foglaltak el. A támadó vonal 40 km hosszan húzódott a mai Szlovénia területének nyugati részén. Május végére az olasz hadsereg 15 km-re megközelítette Triesztet. A monarchiabeli térségben tartózkodó kisebb számú csapatok keményen védekeztek, míg május végére új csapatok érkeztek a Monarchiából, akik június 4-én ellentámadást kezdtek és előrenyomultak. Az olasz csapatok hátráltak, majd az egyre fokozódó nyomás miatt feladva az addig elfoglalt területeket visszatértek a kiinduló frontvonalukra. Cadorna június 8-án leállította az olasz offenzívát és visszavonta az olasz csapatokat.

## Eredmények
A csaknem egy hónapig tartó csata során rengetegen haltak meg mindkét oldalon, az olaszok közel kétszer annyi embert vesztettek, mint a Monarchia hadserege. Kétszeres létszámfölényben, jól felszerelt fegyverekkel sem tudtak az olaszok döntő csapást mérni a Monarchia hadseregére. Ez a Monarchia hadvezetésében tovább erősítette azt az elképzelést, hogy egy jól felszerelt, kellően kivitelezett támadással az olasz hadsereg megsemmisíthető, az olasz front felszámolható.

## Kapcsolódó szócikk
- Isonzói csaták